# Gun Glory
Gun Glory is een Amerikaanse western uit 1957 onder regie van Roy Rowland. De hoofdrollen worden vertolkt door Stewart Granger en Rhonda Fleming. De film is gebaseerd op de roman "Man of the West" van Philip Yordan uit 1955. Destijds werd de film in Nederland uitgebracht onder de titel Kruitdamp.

## Verhaal
Tom Early keert terug naar het stadje in Wyoming waar hij ooit woonde met zijn vrouw en zoon. Op zijn oude ranch treft hij het graf van zijn vrouw aan en Tom junior, zijn 17-jarige zoon die verbitterd is omdat Tom hen destijds in de steek heeft gelaten. Jo, die in de winkel van Sam Wainscott werkt, neemt een baan als huishoudster op Earlys ranch. De gemeenschap keert zich echter tegen hen omdat een jaloerse Wainscott insinueert dat Jo in zonde leeft met Early.
De gemeenschap heeft echter hulp nodig wanneer een van hen overvallen wordt door handlangers van de schurkachtige veehouder Grimsell. Onder leiding van de predikant gaat een groep de schutters achterna, maar het gezelschap wordt door de onervaren predikant in een hinderlaag geleid waarbij velen van hen gewond geraken of het leven laten. Wanneer Tom bij de hinderlaag aankomt, is ook de predikant stervende. Tom neemt zijn gewonde zoon mee naar huis waar hij hem samen met Jo weer oplapt. Daarna gaat Tom de schutters achterna.
Wanneer Grimsell met zijn kudde door een dal trekt, veroorzaakt Tom met dynamiet een aardverschuiving waardoor de kudde op hol slaat en een aantal mannen van Grimsell vertrappelt. Grimsell en Gunn, een van zijn mannen, rijden naar Toms ranch en proberen Jo en Tom junior te intimideren. Wanneer Tom arriveert slaat hij Gunn neer en wanneer die probeert om Tom in de rug te schieten wordt Gunn gedood door Tom junior.
Grimsell druipt af en Tom verzoent zich met zijn zoon. Tom en Jo worden een koppel, bouwen de ranch verder uit en werken de kerk af, zoals Tom aan de stervende predikant had beloofd.

## Rolverdeling

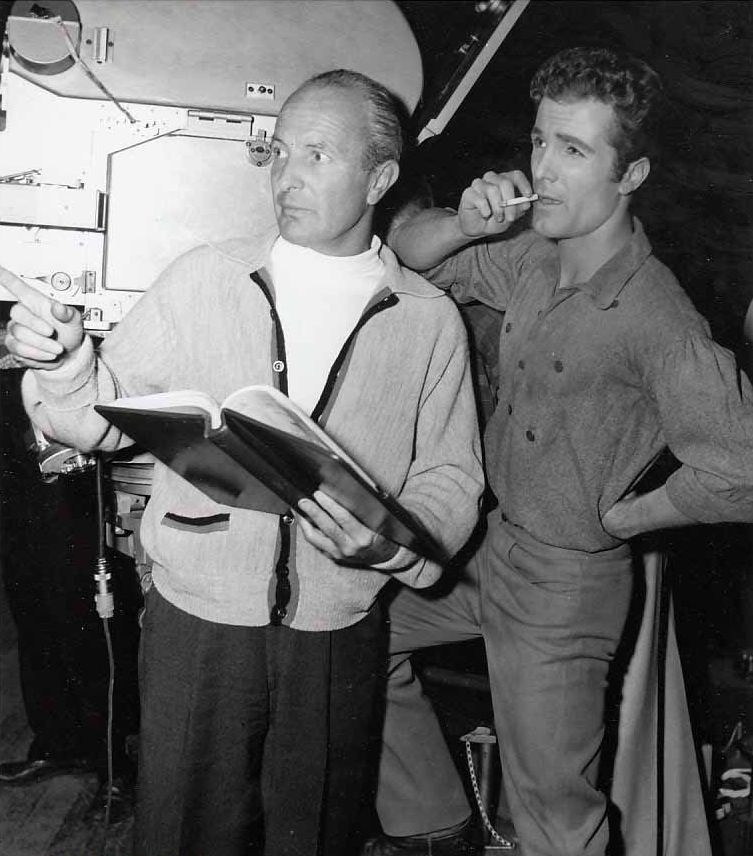
Regisseur Roy Rowland met zijn zoon acteur Steve Rowland tijdens de opnames van de film

| Acteur           | Personage        |
| ---------------- | ---------------- |
| Stewart Granger  | Tom Early        |
| Rhonda Fleming   | Jo               |
| Chill Wills      | predikant        |
| Steve Rowland    | Tom Early junior |
| James Gregory    | Grimsell         |
| Jacques Aubuchon | Sam Wainscott    |
| Arch Johnson     | Gunn             |
| Rayford Barnes   | Blonde           |

## Trivia
- Aanvankelijk werd Robert Horton aangekondigd als de ster, maar uiteindelijk ging de hoofdrol naar Stewart Granger. De film werd gemaakt tegen het einde van Grangers contract bij MGM en hij zag deze lowbudgetfilm als een straf omdat hij zijn contract met de studio niet had verlengd.[4]
- De film werd gedraaid in Humboldt County (Californië).[5]